# Élisabeth Labrousse
Pour les articles homonymes, voir Goguel et Labrousse.
Élisabeth  Labrousse, née Goguel le 10 janvier 1914 à Paris et morte le 1er février 2000 à Nice, est une philosophe et historienne française, spécialiste de la pensée de Pierre Bayle et du refuge protestant.

## Biographie
Élisabeth  Labrousse commence sa carrière universitaire à l'université nationale de Tucumán en Argentine, où elle est professeur d'histoire de la philosophie moderne de 1947 à 1955. Boursière en 1952 de la Maison Descartes à Amsterdam, elle initie les travaux d'inventaire critique de la correspondance de Bayle.
Entrée au CNRS en 1955, elle soutient sa thèse en 1963, sous la direction d'Henri Gouhier. Elle fait une carrière universitaire de maître de recherches au CNRS (1955-1979), chargée de conférences à la 4e section de l’École pratique des hautes études (1966-1979). Élisabeth  Labrousse s'est fait connaître par ses travaux sur Pierre Bayle et sur l’histoire du protestantisme français.
Elle est la fille de Maurice Goguel, spécialiste du christianisme primitif et professeur à la faculté de théologie protestante de Paris, directeur d'études à l'École pratique des hautes études et professeur à la Sorbonne, et la sœur de François Goguel, constitutionnaliste, et de Jean Goguel, géologue.

## Récompenses et distinctions
- 1973 : docteur honoris causa de l'Institut protestant de théologie - faculté de théologie protestante de Paris
- 1982 : docteur honoris causa de l'université de Genève
- 1986 : docteur honoris causa de l'université d'Oxford[3]
- 2000 : docteur honoris causa de l'université de Leyde[4]
- Fellow du collège de Ste-Hilda à Oxford[5]
- Honorary fellow de la Société américaine d'histoire

## Publications
- Inventaire critique de la correspondance de Pierre Bayle, Paris, Vrin, 1961.
- Pierre Bayle - I. Du pays de Foix à la cité d’Érasme ; - II. Hétérodoxie et rigorisme, La Haye, Nijhoff, 1963-1964 (vol. II, réédité: Paris, Albin Michel, 1996).
- Pierre Bayle et l’instrument critique, Présentation, choix de textes, bibliographie par E. Labrousse, Paris, Seghers, 1965.
- (édition et introduction) Henri Basnage de Beauval, Tolérance des religions, Londres/New York, 1970.
- (édition) Pierre Bayle, Ce que c’est que la France toute catholique sous Louis le Grand, édition E. Labrousse avec la collaboration de H. Himmelfarb et Roger Zuber, Paris, Vrin, 1973.
- L’Entrée de Saturne au Lion (L’éclipse du soleil du 12 août 1654), La Haye, Nijhoff, 1974.
- en collaboration avec Philippe Joutard, Janine Estèbe et J. Lecuir, Le Massacre de la Saint-Barthélemy, ou les résonances d'un massacre, Neuchâtel 1976.
- (éd.) Pierre Bayle, Œuvres diverses, éd. et préface d'E. Labrousse, Hildesheim et New York, Georg Olms, 1982.
- Essai sur la Révocation de l'édit de Nantes : une foi, une loi, un roi ?, Genève / Paris, Payot / Labor et Fides, coll. « Histoire et société » (no 7), 1985, 231 p. (ISBN 2-8309-0038-3, présentation en ligne).
- La Révocation de l'édit de Nantes : une foi, une loi, un roi ?, Paris, Payot, coll. « Petite bibliothèque Payot » (no 34), 1990, 221 p. (ISBN 2-228-88302-6).
- (édition) Avertissement au protestants des provinces (1684), texte présenté par E. Labrousse, dans Études d'Histoire et de Philosophie religieuses, no 67, Paris, PUF, 1986.
- Notes sur Bayle, Paris, Vrin, 1987.
- (éd.) La Correspondance de Pierre Bayle, Oxford, The Voltaire Foundation, 1999.
- Conscience et conviction. Études sur le XVIIe siècle, Universitas et Oxford, Voltaire Foundation, 1996, 299 p.[6]